# Matt Mulhern
Matt Mulhern (Philadelphia (Pennsylvania) 21 juli 1960) is een Amerikaans acteur, filmregisseur en scenarioschrijver.

## Biografie
Mulhern begon met acteren in het theater. Hij speelde eenmaal op Broadway. In 1985 speelde hij de rol van Joseph Wykowski in het toneelstuk Biloxi Blues.
Mulhern begon in 1986 met acteren voor televisie in de televisiefilm Dallas: The Early Years. Hierna speelde hij in een aantal andere films en televisieseries. Hij speelde luitenant Eugene Holowachuk in in 96 afleveringen van de televisieserie Major Dad (1989-1993). 
Mulhern is ook actief als filmregisseur en scenarioschrijver, onder meer voor de films Duane Hopwood (2005) en Walking to the Waterline (1998).
Mulhern en zijn vrouw hebben twee zonen, en woont met zijn gezin in New York.

## Filmografie

### Films
Uitgezonderd korte films.
- 2007 Trainwreck: My Life as an Idiot – als Andy
- 1998 Walking to the Waterline – als Francis McGowan
- 1996 Infinity – als beveiliger
- 1996 The Sunchaser – als dr. Chip Byrnes
- 1994 Junior – als verhuizer
- 1994 A Burning Passion: The Margaret Mitchell Story – als John Marsch
- 1994 Terror in the Night – als Tom Cross
- 1992 Gunsmoke: To the Last Man – als Will McCall
- 1988 Now I Know – als Jim
- 1988 Biloxi Blues – als Joseph Wykowski
- 1987 Extreme Prejudice – als Patrick Coker
- 1986 One Crazy Summer – als Teddy Beckersted
- 1986 Dallas: The Early Years – als Garrison Southworth

### Televisieseries
Uitgezonderd eenmalige gastrollen.
- 2006 Rescue Me – als luitenant John Stackhouse – 3 afl.
- 2000 Young Americans – als Charlie – 2 afl.
- 1989 – 1993 Major Dad – als luitenant Eugene Holowachuk – 96 afl.
- 1986 – 1987 The Ellen Burstyn Show – als Mikey – 2 afl.

- Library of Congress Control Number: no2008108588
- Virtual International Authority File: 29350765
- WorldCat: E39PBJpJ9f3tGbp4BV4BCGwwG3